# Culture indonésienne
 (juin 2009).
Si vous disposez d'ouvrages ou d'articles de référence ou si vous connaissez des sites web de qualité traitant du thème abordé ici, merci de compléter l'article en donnant les références utiles à sa vérifiabilité et en les liant à la section « Notes et références ».

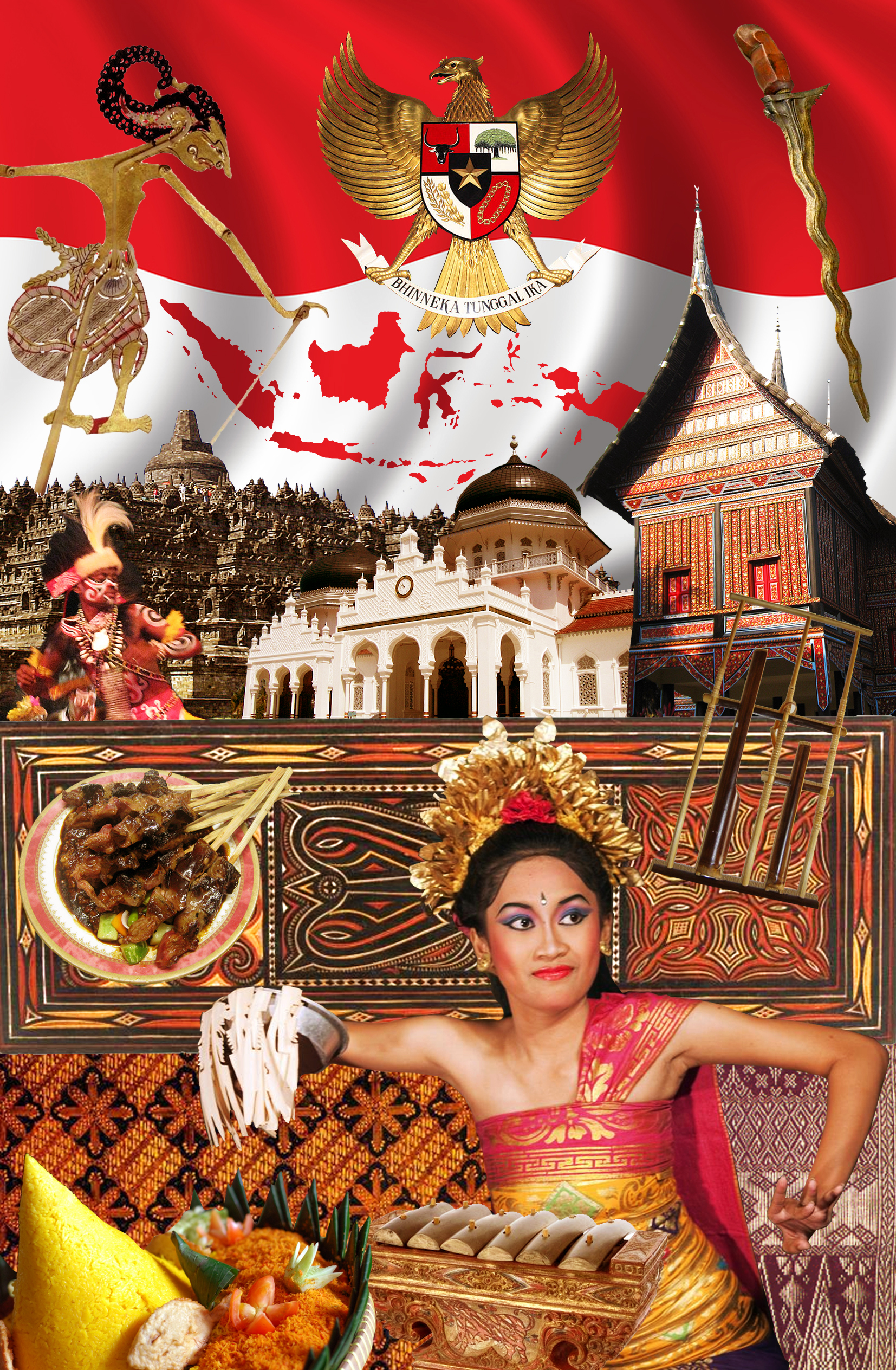
Culture indonésienne.

La culture de l'Indonésie, pays de l'Asie du Sud-Est, désigne d'abord les pratiques culturelles observables de ses habitants (266 000 000, estimation 2017).
Le nom « Indonésie » a été forgé en 1850 par l’anthropologue britannique James Richardson Logan pour désigner la région insulaire située entre l’Asie continentale et l’Australie, que les Européens considéraient comme un prolongement de l’Inde en raison de l’influence culturelle qu’ils y voyaient. La notion de « nation indonésienne » n’est sans doute pas antérieure aux années 1920, lorsqu'apparaissent des mouvements politiques indigènes dans ce qui était alors encore les Indes néerlandaises. 
Il est donc proposé de parler de culture indonésienne pour ce qui se produit et s'est produit, non seulement dans le contexte de l'actuelle république d'Indonésie, mais aussi à partir des années 1920, en rapport avec l'essor d'une conscience nationale chez des populations culturellement diverses.
L'Indonésie possède en effet une diversité de cultures régionales, par exemple la culture javanaise. Mais il s'agit là de cultures traditionnelles dans lesquelles ne se reconnaissent que les groupes concernés. En outre, lorsque ces cultures s'expriment dans une langue régionale, elles sont tout simplement inaccessibles aux autres Indonésiens.

## Langues et peuples

### Peuples
- Démographie de l'Indonésie
- Groupes ethniques d'Indonésie
  - Catégorie:Groupes ethniques à Java
  - Groupes ethniques à Sumatra
  - Groupes ethniques à Kalimantan
  - Groupes ethniques de Sulawesi
  - Groupes ethniques dans les Moluques
  - Groupes ethniques dans les Petites îles de la Sonde
  - Groupes ethniques en Nouvelle-Guinée occidentale
  - Balinais (peuple)

### Langues
- Langues en Indonésie, Langues d'Indonésie
  - Langues chinoises
  - Langues austronésiennes, Langues philippines, Langues sangiriennes
  - Malais (langue)
- Écriture indonésienne (rubriques)

## Traditions

### Religion(s)
- Religions en Indonésie : 
  - Islam en Indonésie (87-88 %)
  - Christianisme en Indonésie (< 10 %)
    - Protestantisme en Indonésie (6-7 %)
    - Catholicisme en Indonésie, Église catholique en Indonésie (3 %)
    - Église orthodoxe indonésienne (Patriarcat de Moscou), orthodoxie récente (1988-1990) (3 000)

  - Hindouisme en Indonésie (< 2 %) (4 050 000 hindouistes en 2010, 4 210 000 en 2020, estimations)
  - Bouddhisme en Indonésie (< 1 %)
  - Confucianisme en Indonésie (0,05 %)
  - Autres (< 1 %)
    - Histoire des Juifs en Indonésie, Synagogue de Surabaya

  - Irréligion en Indonésie illégale
  - Religion traditionnelle javanaise, Religions traditionnelles indonésiennes

### Symboles
- Catégorie:Symbole de l'Indonésie
- Armoiries de l'Indonésie, Drapeau de l'Indonésie
- Indonesia Raya, hymne national de l'Indonésie
- Héros national d'Indonésie, liste des Héros nationaux d'Indonésie

### Mythologie
- Légendes indonésiennes
- Créatures légendaires d'Indonésie
- Ibu Pertiwi (en)

### Fêtes
- Jours fériés publics en Indonésie (en)

### Noms
- Nom indonésien (patronymiques)

### Société
- Traditions en Indonésie (en)
- Étiquette en Indonésie (en)
- Système de castes balinais

## Arts de la table

### Cuisine(s)
- Cuisine indonésienne (rubriques)

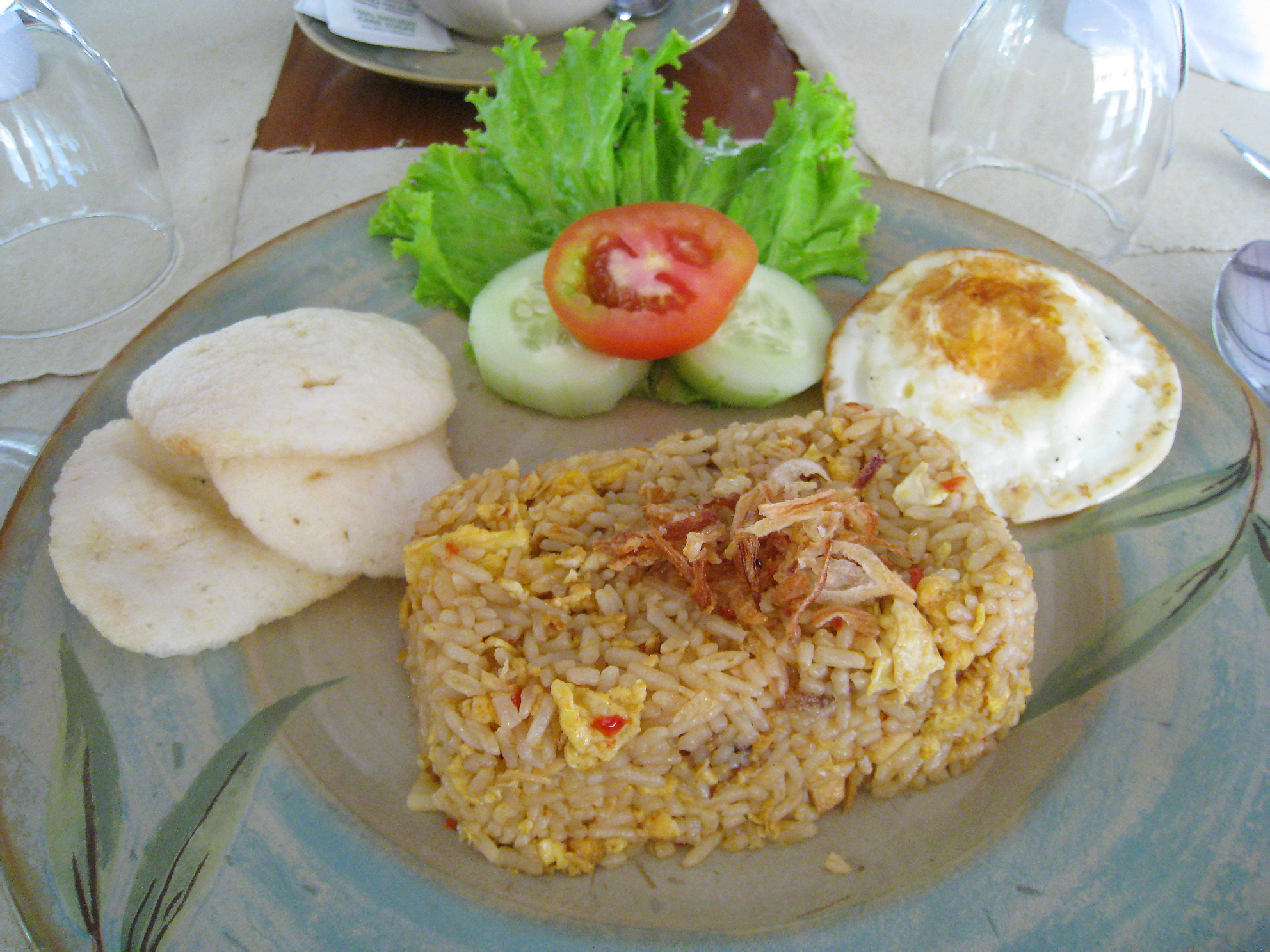
Nasi goreng

  - Cuisine javanaise, Cuisine balinaise, Cuisine Batak, Cuisine malaise, Cuisine sino-indonésienne, Cuisine de Manado, Cuisine de Padang,  Cuisine sundanese
- Liste de plats indonésiens
  - Liste de soupes indonésiennes
  - Plats végétariens indonésiens :
    - Ketoprak, Gado-gado, Oncom, Tahu goreng, Tempeh, Urap

### Boisson(s)
- Liste de boissons indonésiennes

- sans alcool :
  - Caféiculture en Indonésie
  - Bajigur, Bandrek, Bir Jawa, Bir Kocok, Bir Pletok
  - Cendol, Cincau, Dadiah
  - Es bir, Es buah, Es campur, Es doger, Es goyobod, Es Kopyor, Es teler
  - Kopi luwak, Lahang
  - Teh jahe, Teh talua
  - Wedang jahe
  - Ginger Tee

- avec alcool (Alcohol in Indonesia) :
  - Beer in Indonesia : Bintang Beer
  - Arrack
  - Brem
  - Moke (beverage)
  - Vin de palme, Palm wine
  - Cap tikus, Ciu, Lapen, Saguer, Sopi, Tuak...

## Santé
- Catégorie:Santé en Indonésie,	Protection sociale
- Health in Indonesia
- Healthcare in Indonesia
- Cannabis in Indonesia
- Tobacco products in Indonesia, Smoking in Indonesia, Kretek
- HIV/AIDS in Indonesia

### Sports, arts martiaux
- Sport en Indonésie
- Catégorie:Sport en Indonésie
- Catégorie:Art martial indonésien, Pencak-Silat, Kuntao, Fitimaen, Payuk, Sisemba, Cakalele, Kabasaran, Caci, Mageret pandan, Tarung Dejarat,
- Catégorie:Sportif indonésien
- Indonésie aux Jeux olympiques
- Indonésie aux Jeux paralympiques, Jeux paralympiques,
- Jeux du Commonwealth
- Arts du combat de l'Insulinde

## Artisanats
- Artisanat indonésien

### Textiles, cuir, papier
- (en) Costume national indonésien, Kebaya, Htaingmathein, Songkok (en), Sarong
- Textiles de Bali
- Textiles de Sumba (en), Sumbanese woman's ceremonial skirt
- Art textile indonésien (rubriques)[3] : Batik, Ikat, Geringsing (en), Poleng, Songket
- Tapis (Indonésie)
- Vannerie indonésienne

### Joaillerie, bijouterie, orfèvrerie
- Jamang

## Littérature
- Écrivains indonésiens
- Philosophie indonésienne (en)
- Javanese historical texts
- Javanese poetry
- List of Indonesian-language poets

- Dramaturges : Andjar Asmara, Boni Avibus, Kamadjaja, Karim Halim, Raden Machjar Angga Koesoemadinata, Kwee Tek Hoay, Lauw Giok Lan, Achdiat Karta Mihardja, Njoo Cheong Seng, Arifin C. Noer, Willibrordus S. Rendra, Nano Riantiarno, Helvy Tiana Rosa, Agus R. Sarjono, Remy Sylado, Tio Tek Djien, Putu Wijaya, Mohammad Yamin
- Prix des écrivains de l'Asie du Sud-Est (SEA, lauréats sur la version anglophone)

### Littérature contemporaine
- Indonesian literature in the period 1950–65
- Indonesian exile literature (après 1965)

## Média
- Catégorie:Média en Indonésie
- Communications in Indonesia
- Media of Indonesia

### Presse
- Catégorie:Presse écrite en Indonésie
- Presse écrite en Indonésie (en)

### Radio
- Catégorie:Radio en Indonésie

### Télévision
- Télévision en Indonésie (rubriques)
- Television in Indonesia
- List of television stations in Indonesia

### Internet (.id)
- Internet in Indonesia
- Indonesia Internet Exchange
- Blogueurs indonésiens :  Raditya Dik, Merlyna Lim,  Dian Sastrowardoy...

## Arts visuels
- Art indonésien
- Arts à Bali (en)
- Artistes indonésiens
- Artistes contemporains indonésiens

### Peinture
- Peintres indonésiens

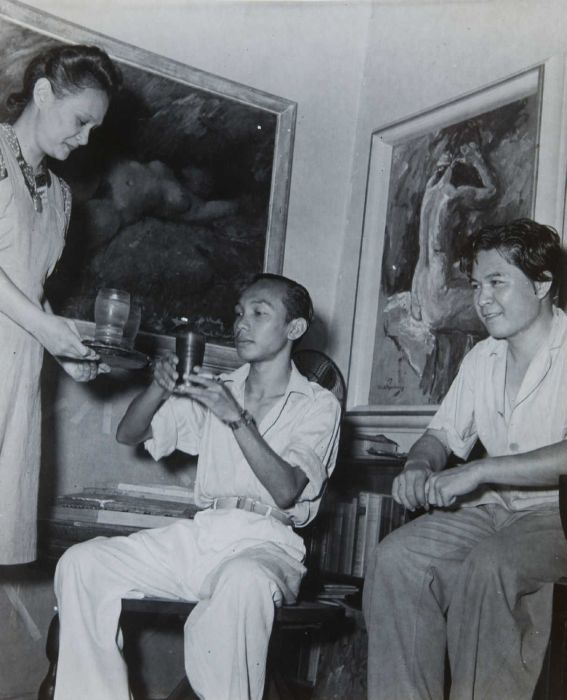
Les peintres Mochtar Apin et Henk Ngantung dans les années 1950

- Affandi est le peintre indonésien le plus connu à l'étranger.
- Antonio Blanco d'origine espagnole, passa l’essentiel de sa vie à Ubud où sa maison est transformée en musée consacré à son œuvre.
- Jean Le Mayeur d'origine belge, passa l’essentiel de sa vie à Bali où sa maison est transformée en musée consacré à son œuvre et à la culture balinaise.

On peut aussi citer le peintre Salim, qui vit à Paris.

### Sculpture
- Sculpteurs indonésiens
- Christ de Manado (2010)

Parmi les sculpteurs indonésiens vivants, on peut citer Teguh Ostenrik, né en 1950. Teguh a étudié à Berlin Ouest dans les années 1970, quand cette partie de la ville était encore une enclave dans le territoire de l'ex-République démocratique allemande. Il a ensuite vécu et travaillé à Amsterdam avant de rentrer à Jakarta en 1988. D'une grande variété dans les formes et techniques employées, son œuvre tourne autour des thèmes de la communication entre les hommes et de leurs relations avec la nature et le cosmos.

### Architecture
- Architecture indonésienne
- Architecture en Indonésie (rubriques)
- Rumah adat maison traditionnelle
- Temples d'Indonésie

### Photographie
- Photographes indonésiens

## Arts du spectacle

### Musique
- Musique indonésienne et Music of Indonesia
- Musique indonésienne (rubriques)
- Musiciens indonésiens
- Chants indonésiens
- Gamelan
- Bangsawan (en) (d'origine malaise)

### Danse
- Danse indonésienne
- Danse en Indonésie (rubriques)
- Danseurs indonésiens
- Danseuses indonésiennes
- Chorégraphes indonésiens
- danse Saman

### Théâtre
- Théâtre indonésien

Sous Soeharto, le théâtre a été un moyen privilégié d'expression pour critiquer le régime et les travers de la société indonésienne en général, dans les limites consenties par le pouvoir. Cette forme d'expression appartient en effet à la tradition, notamment dans le wayang orang, théâtre traditionnel javanais qui met en scène des récits tirés de la grande épopée indienne du Mahabharata. Dans le wayang orang, il existe des personnages, les punakawan (que l'on traduit habituellement par « clowns »), dont le rôle est, à la fois de créer un intermède comique dans un spectacle plutôt sérieux, et de donner l'occasion de traduire un point de vue et sentiment populaire que l'ordre social traditionnel ne permettait pas d'exprimer. La nouveauté de certaines troupes, dont la plus populaire est le « Teater Koma », a été de traduire cette opinion populaire de façon autonome et moderne. 
Mais la création théâtrale en Indonésie a d'autres formes. Elle peut éventuellement tirer parti de la tradition, notamment javanaise et balinaise.
- Ludruk, Kethoprak, Sandiwara, Lenong, Randai, Bangsawan,

### Autres scènes: marionnettes, mime, pantomime, prestidigitation
Les arts mineurs de scène, arts de la rue, arts forains, cirque, théâtre de rue, spectacles de rue, arts pluridisciplinaires, performances manquent encore de documentation pour le pays …
Pour le domaine de la marionnette, la référence est : Arts de la marionnette en Indonésie, sur le site de l'Union internationale de la marionnette UNIMA).
- Marionnettistes indonésiens (en), Marionnettiste (indonésien) (en)
- Théâtre d'ombres
- Jane Belo, Transe à Bali[4],[5]
- Wayang[6], Musée du wayang
- Carnavals en Indonésie (en)

### Cinéma
- Cinéma indonésien
- Réalisateurs indonésiens,

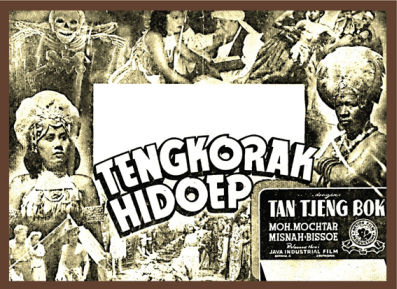
Affiche de Tengkorak Hidoep (1941)

- Acteurs indonésiens, Actrices indonésiennes,
- Films indonésiens

Il semble que quelques films aient été tournés en indonésien à l'époque coloniale, mais la tentative de les rassembler s'est révélée peu fructueuse.
La production cinématographique indonésienne ne démarrera vraiment qu'avec l'indépendance. Les années 1950 sont une période est propice à la création. Le conflit armé contre les Pays-Bas a pris fin. Des rébellions éclatent dans l'archipel, mais elles n'entraînent pas de violences véritables et durables, hormis l'insurrection du Darul Islam qui, de 1948 à 1962, défiera l'armée gouvernementale et proclamera vouloir établir un État islamique en Indonésie. Plus généralement, l'Indonésie est secouée de nombreuses crises politiques, à l'intérieur comme à l'extérieur. Mais les artistes peuvent s'exprimer.
De cette époque, on retiendra surtout le nom d'Usmar Ismail (1921-1971), qui par ailleurs fonde en 1950 la société de production nationale Perfini, permettant le développement d'un cinéma indonésien indépendant. Parmi ses films, on notera : « Darah dan do'a » (traduit par La longue marche, 1950), « Lewat jam malam » (Couvre-feu, 1954), « Tamu agung » (L'invité d'honneur, 1955) et « Tiga dara » (Trois filles, 1956). Beaucoup de ses films ont pour cadre la période de conflit avec les Pays-Bas (1945-48).

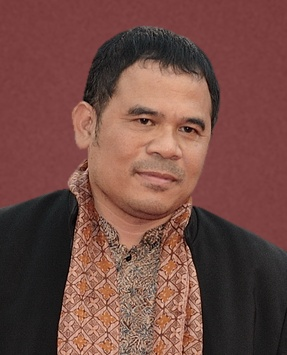
Le réalisateur Garin Nugroho

En 1957, sous la pression des factions nationalistes extrémistes, l'Indonésie expulse les Néerlandais, qui possédaient encore les grandes plantations, entreprises et banques, et nationalise leurs actifs. En politique intérieure, Soekarno lance la « démocratie dirigée », beaucoup plus directive que démocratique. Suit une période d'agitation politique où la création artistique est traversée par le clivage entre ceux qui, proche du Parti communiste indonésien (PKI), estime que « la politique doit être aux commandes », et les autres.
La répression qui suit ce qu'on appelle le « Mouvement du 30 septembre » mené par des officiers de gauche en 1965 et fait entre 500 000 et un million de morts, ne pouvait inaugurer une ère sereine pour la création. Des années 1960 et 1970, on retiendra les réalisateurs Teguh Karya, dont les films dressent un portrait coloré et charmant d'une société indonésienne en voie d'urbanisation et de modernisation, avec « Ibunda » (« La mère ») et « Secangkir Kopi Pahit » (« Une tasse de café amer »), et Eros Djarot, dont le « Tjoet Nyak Dien » raconte l'histoire de la veuve d'un chef de guerre qui reprend le combat de son mari contre les Hollandais en Aceh à la fin du XIXe siècle.
Les années 1980 sont celles du début du boom économique indonésien mais aussi d'une violence douce qui persuade les Indonésiens de se contenter de voir leurs conditions de vie s'améliorer. La fin des années 1990 est une période où la création se fait plus courageuse et imaginative. La démission de Soeharto, en 1998, libère les esprits. Riri Riza avec « Kuldesak » (Cul-de-sac), Garin Nugroho avec « Daun di atas bantal » (Une feuille sur un oreiller), Nia Dinata avec « Arisan! » (La tontine !) et Rudi Sudjarwo avec « Ada apa dengan cinta? » (Qu'est-ce qui se passe avec Cinta ?) sortent du carcan de conformisme bêtifiant où le régime Soeharto avait plongé les Indonésiens.
GIE de Riri Riza a été nommé pour l'Academy Awards 2006 Best Foreign Film category'. Même s'il n'a finalement pas reçu de récompense, il montre que le cinéma indonésien commence à être reconnu à l'étranger. GIE est tiré du journal personnel de Soe Hoek Gie, un étudiant militant connu de l'époque de Soeharto, dont la mort n'a toujours pas été élucidée. GIE ouvrira la nuit de gala du 1st London Indonesian Film Screening 2006.

### Autres
- Vidéo, Jeux vidéo, Art numérique, Art interactif
- Culture underground alternative
- Jeu vidéo en Indonésie (en)
- Jeux vidéo développés en Indonésie

## Patrimoine

### Musées
- Liste de musées et d'institutions culturelles en Indonésie (en)

### Liste du Patrimoine mondial
Le programme Patrimoine mondial (UNESCO, 1971) a inscrit dans sa liste du Patrimoine mondial (au 12 janvier 2016) : Liste du patrimoine mondial en Indonésie.

### Liste représentative du patrimoine culturel immatériel de l’humanité
Le programme Patrimoine culturel immatériel (UNESCO, 2003) a inscrit dans sa liste représentative du patrimoine culturel immatériel de l’humanité  une Liste du patrimoine culturel immatériel de l'humanité en Indonésie :
- 2008 : le théâtre de marionnettes wayang[8],
- 2008 : le kris indonésien[9],
- 2009 : le batik indonésien[10],
- 2009 : l'éducation et la formation au patrimoine culturel du batik indonésien à destination des étudiants des écoles élémentaires, secondaires, supérieures, professionnelles et polytechniques en collaboration avec le Musée du Batik de Pekalongan[11],
- 2010 : l’angklung indonésien[12],
- 2011 : la danse saman[13],
- 2012 : le noken, sac multifonctionnel noué ou tissé, artisanat du peuple de Papouasie,
- 2015 : trois genres de danse traditionnelle à Bali[14],
- 2017 : le pinisi, art de la construction navale en Sulawesi du sud[15].

### Registre international Mémoire du monde
Le programme Mémoire du monde (UNESCO, 1992) a inscrit dans son registre international Mémoire du monde (au 15/01/2016) :
- 2003 : Archives de la Compagnie hollandaise des Indes orientales[16]
- 2011 : La Galigo[17]
- 2013 : Nagarakretagama ou la Description d’un Pays (1365 AD)[18]
- 2013 : La Babad Diponegoro[19]